# 天主教西班牙東方禮教長區
天主教西班牙東方禮教長區（拉丁語：Hispaniae）是西班牙一個東儀天主教教區，直屬聖座。教長區服務當地的東方禮教友。
教長區成立於2016年6月9日，座堂位於首都馬德里。現任教長為嘉祿·奧索羅·西耶拉。